# Тролейбус Філадельфії
Тролейбус Філадельфії (англ. Trolleybuses in Philadelphia) — тролейбусна мережа у місті Філадельфія, Пенсільванія, США. Одна з п'яти діючіх тролейбусних мереж Сполучених Штатів та найстаріша мережа у Західні півкулі.

## Історія
Першій тролейбусний маршрут у місті відкрився 14 жовтня 1923 року, він складався приблизно з 9 км та обслуговувався 10 тролейбусами. Пройшло 18 років до відкриття другого маршруту, це сталося у жовтні 1941 року. У період з 1947 по 1961 рік було відкрито ще п'ять нових маршрутів, але через те що в 1960 році один з маршрутів був замінений дизельними автобусами, кількість одночасно діючіх маршрутів жодного разу не перевищувала шести. Мережа тролейбусних маршрутів перебувала у власності приватних компаній до 30 вересня 1968 року, коли мережа перейшла під контроль компанії SEPTA. З середини 1961 року наступні 40 років у місті працювало п'ять маршрутів. З 2003 року через реконструкцію тролейбусного парку всі маршрути тимчасово не працювали. Після реконструкції рух тролейбусів поновився лише на трьох маршрутах, інші два були замінені автобусами.

## Маршрути
На середину 2018 року в місті три діючіх маршрути що обслуговують північні та північно-східні райони Філадельфії.

### Діючі маршрути
Маршрут 59 — починається від станції метро «Транспортний центр Арротт» Блакитної лінії та проходить по Оксфорд та Касторскі-авеню у Равнхерст. Відкрився 25 червня 1950 замінивши собою трамвайну лінію.
Маршрут 66 — починається від станції метро «Транспортний центр Франкфурт» Блакитної лінії та проходить по Франкфурт-авеню до Торресдейлу. Відкрився 11 вересня 1955 також замінивши трамвай.
Маршрут 75 — починається від станції метро «Транспортний центр Арротт» Блакитної лінії та проходить по Вайомінг-авеню до Найстауну.
Відкрився 19 квітня 1948 року також замінивши трамвай.

### Закриті маршрути
Маршрут 29 — працював з 1950 по лютий 2003 року, прямував районом Грей-Феррф вздовж річки Делавер, переважно по сусіднім паралельним вулицям з одностороннім рухом. Замінено дизельними автобусами.
Маршрут 61 — працював з 5 жовтня 1941 року, був закритий 4 грудня 1960 року. Проходив від району Манайнк до центру міста по Рідж-авеню.
Маршрут 79 — з 1912 року був трамвайним маршрутом, з 1961 по 2003 обслуговувався тролейбусами, зараз діючій автобусний маршрут.
Маршрут 80 — перший тролейбусний маршрут міста, проходив по Орегон-авеню. Закритий у травні 1960.

## Рухомий склад
Перші тролейбуси були побудовані компанією JG Brill, до кінця 1940-х це був єдиний постачальник рухомого складу. Всього оператор мережі придбав 133 тролейбуса JG Brill. Наступним постачальником стала Marmon-Herrington, що починаючи з 1949 року побудувала для міста 71 тролейбус. З кінця 1970-х SEPTA співпрацювала з транспортною компанією Сіетла щоб разом замовити партію нових тролейбусів у компанії AM General, 110 машин для Філадельфії та 109 для тролейбусної системи Сіетла. Ці 219 тролейбусів були єдиними тролейбусами побудованими цією компанією. Тролейбуси поступили до міста в 1980 році, вони стали першими обладнаними кондиціонерами у місті. В 1980-х — 1990-х роках більша частина рухомого складу пішла на запчастини, у середині 1990-х на ходу був лише 51 тролейбус. Після закриття на реконструкцію всі машини були списані та відправлені на металобрухт. В 2006 році SEPTA замовила нові низькопідлогові тролейбуси. Зараз тролейбусну мережу міста обслуговують 38 тролейбусів одного типу побудованих в 2007 — 2008 роках.

## Галерея

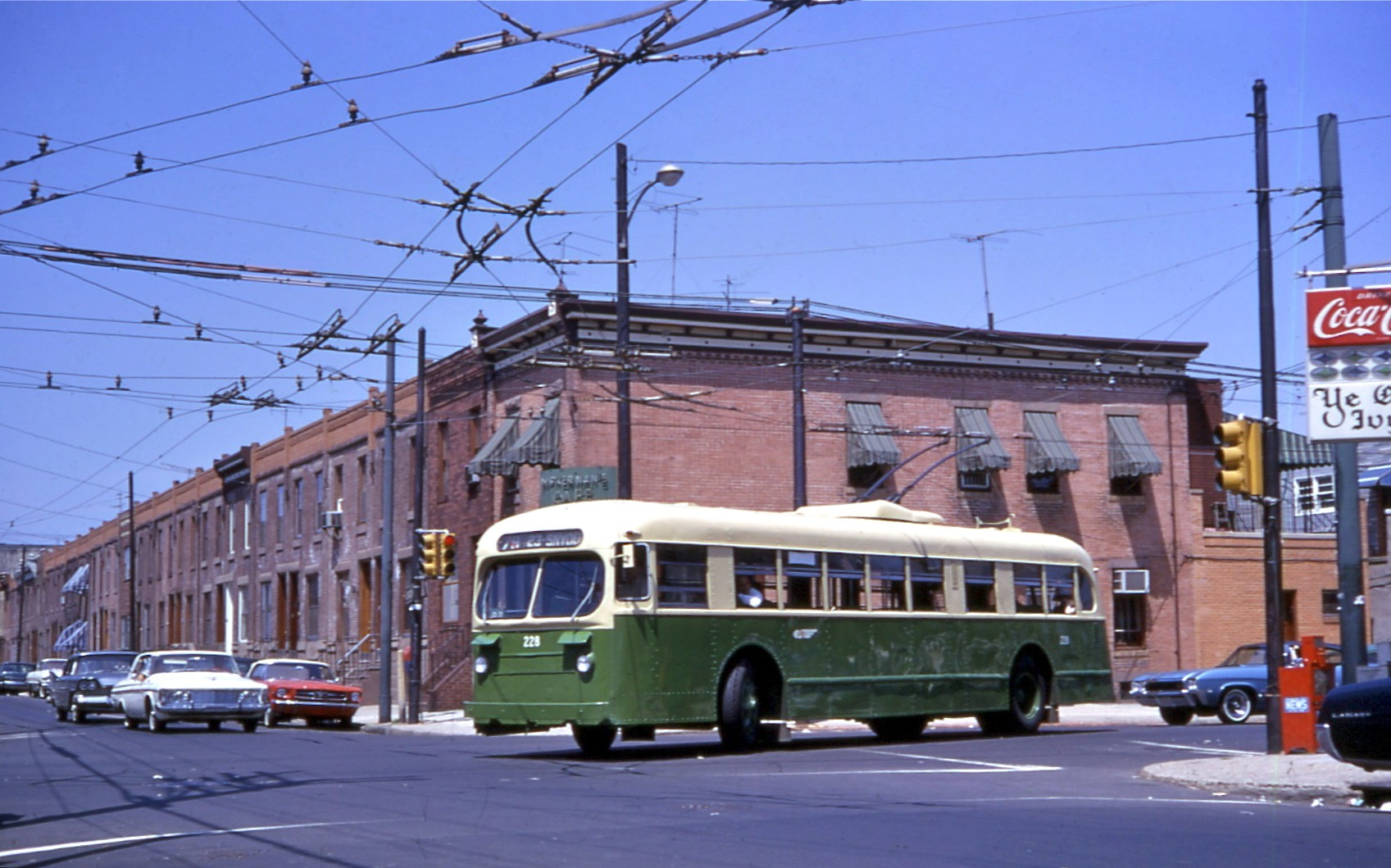
Тролейбус Brill на маршруті 79 в 1968 році
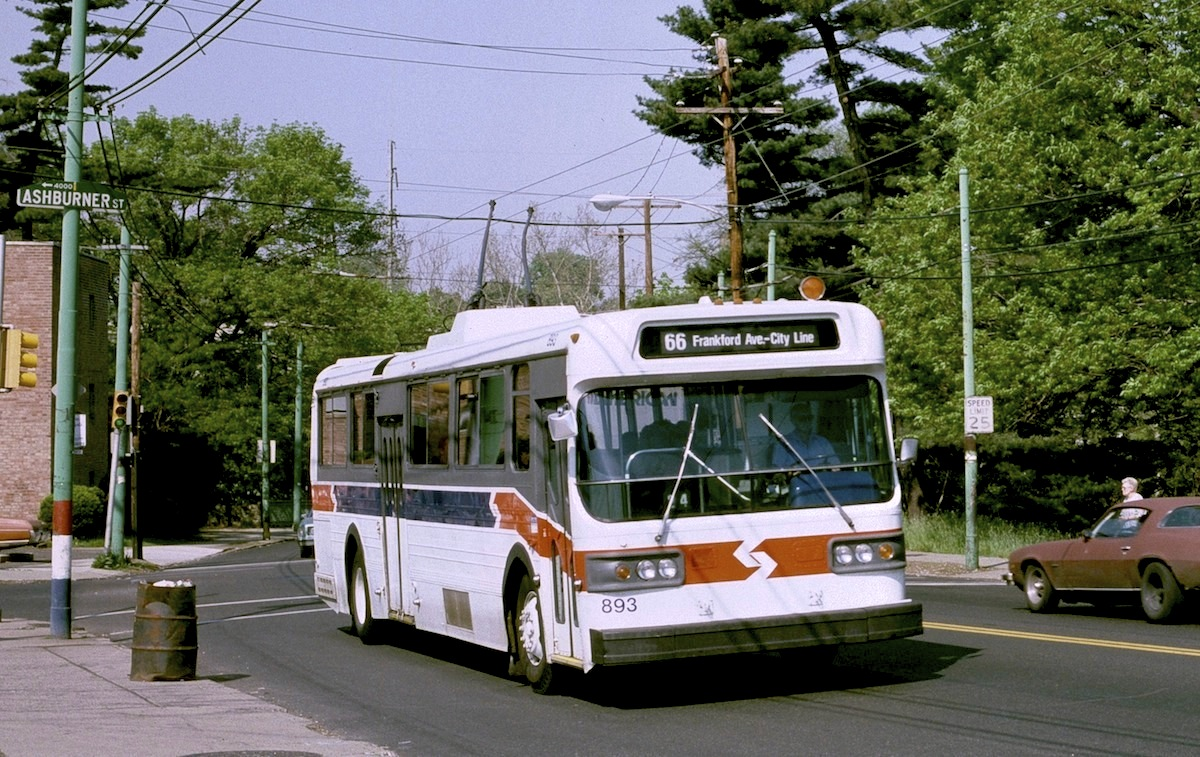
Тролейбус AM General на маршруті 66 в 1987 році
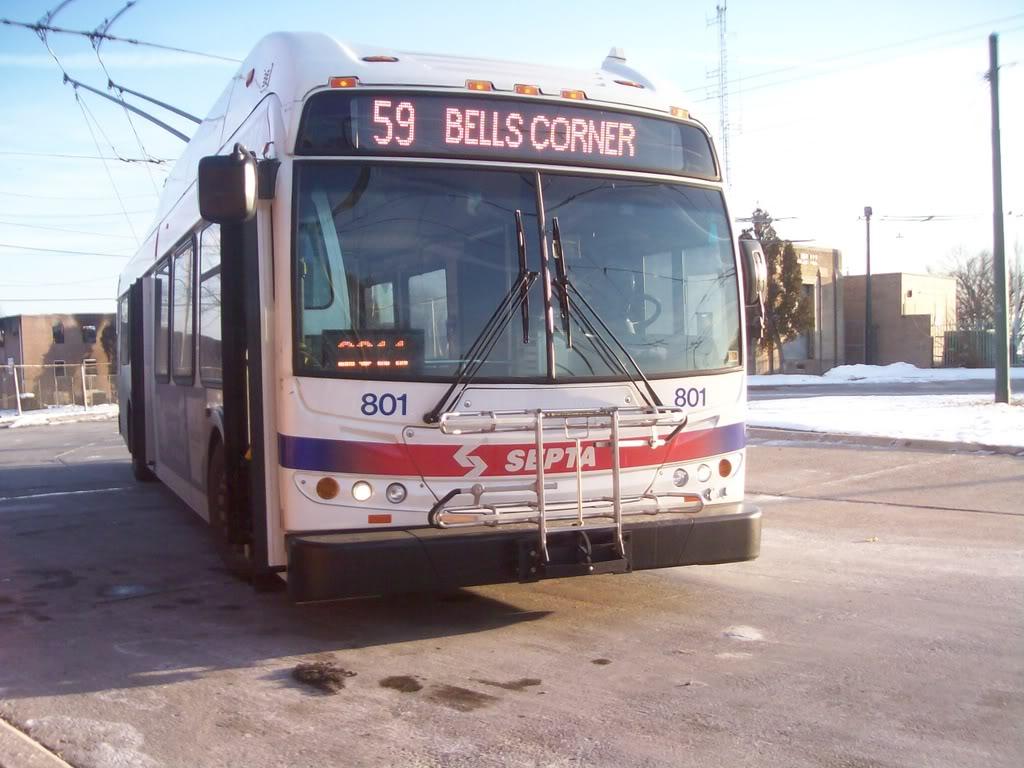
Сучасний тролейбус New FLyer E40LFR